# Måns Hultin
Måns Henrik Hultin, född den 14 september 1830 i Rumskulla socken av Kalmar län, död den 17 juli 1869, var en svensk författare, son till Carl Magnus och Constance Hultin.
Hultin blev medicine kandidat vid Uppsala universitet 1863. Han skrev humoristiska visor och kåserier, utgivna i bokform under pseudonymen Måns Månsson. Han omkom i en drunkningsolycka i Mälaren. Ett urval av Hultins verk utgavs av Anders Flodman med biografi under titeln Valda skrifter.